# Райнхард Гелен
Райнхард Гелен (на немски: Reinhard Gehlen) (3 април 1902 – 8 юни 1979 г.) е германски генерал-майор от Вермахта по време на Втората световна война. През 1942 г. Гелен заема поста началник на разузнавателните операции на Източния фронт.
След войната е вербуван от американски военни за изграждане на шпионски кръг срещу Съветския съюз. Изгражда организация Гелен, която впоследствие става основа на германското Федерално разузнавателно бюро (Bundesnachrichtendienst), а Гелен е първият ѝ президент. Ръководи организацията до 1968 г. и е считан за един от легендарните шпиони от Студената война.

## Ранен живот и военна кариера
Райнхард Гелен е роден на 3 април 1902 г. в Ерфурт, Германия в римокатолическо семейство. Баща му е собственик на книжарница. Учи в Бреслау, където получава добри оценки. През 1920 г. се присъединява към Райхсвера като офицерски кандидат в 3-ти артилерийски полк. След като посещава пехотно и артилерийско училище е произведен във втори лейтенант на 1 декември 1923 г.
През следващите десет години е повишен в лейтенант (през 1928 г.) и служи като адютант на 1-во отделение от 3-ти пруски артилерийски полк и посещава кавалерийско училище. На 1 октомври 1933 г. е приет в академията на въоръжените сили. Третата година на обучението си прекарва в Криегсакадеми и е един от първите, които я завършват след повторното ѝ отваряне през 1935 г.
През 1935 г. завършва академията с почести. През същата година се отличава като един от най-усърдните ученици по време на специален семинар посветен на Съветския съюз.
На 6 октомври 1936 г. Гелен, вече капитан, е назначен към отдел операции на генералния щаб на армията. Там той работи и служи под командването на бъдещия фелдмаршал Фритц Ерих фон Манщайн. През следващите две години подпомага разработването на няколко плана, включително този за анексирането на Чехословакия. След това е назначен в артилерийски полк и през март 1939 г. става един от хората изготвили плана за нападението на Полша.
Между началото на войната и назначаването му за командващ на Чуждестранни армии Изток (ЧАИ) Гелен служи като разузнавателен офицер на 213-а пехотна дивизия, ОКВ отдел укрепления, отдел операции към генералния щаб на армията, офицер за свръзка на Валтер Модел и Хайнц Гудериан, адютант на генерал Халдер и отново в отдел операции, този път като началник на източната група.
На 1 април 1942 г. Гелен става началник на ЧАИ. Благодарение на Халдер докладва директно на началника на генералния щаб.
През 1942 г. е вербуван от полковник Хенинг фон Тресков, полковник Клаус фон Щауфенберг и генерал Адолф Хойсингер, за да участва в опита за убийство на Адолф Хитлер. Отредената му роля е малка. Когато заговорът кулминира в атентата от 20 юли 1944 г., следите, сочещи към него, са вече прикрити и той успява да се изплъзне от суровото отмъщение на Хитлер срещу заговорниците..
През март 1945 г., виждайки края на Третия райх, Гелен и малка група от неговите най-старши офицери записват информация на Чуждестранни армии Изток на микрофилми и ги поставят във водонепромокаеми цилиндри. След това ги заравят на няколко места в австрийските Алпи. На 10 април 1945 г. Хитлер освобождава Гелен от поста му в Чуждестранни армии Изток.

## След Втората световна война
На 20 май 1945 г. напуска скривалището си в Алпите и се предава на американския контраразузнавателен корпус в Мисбах. Изпратен е в специален затвор в Оберурсел. През юли 1945 г. Гелен успява да привлече вниманието на бригаден генерал Едвин Сиберт и Валтер Бедел Смит, най-старшия американски разузнавателен офицер в Европа. През август 1945 г. Гелен е изпратен във Вашингтон, където остава до 7 юли 1946 г.
Споразумението постигнато през юни 1946 г. му позволява да основе организация „Гелен“, спонсорирана от САЩ, с персонал от 50 души. Основната им цел е събиране на военна информация за СССР. На 6 декември 1947 г. установява организацията в Пулах, край Мюнхен, като за прикритие използват името „Южногерманска организация за индустриално развитие“. Гелен лично избира 350 бивши германски разузнавачи, които да се присъединят към него. С времето броят им нараства на 4000 агента под прикритие. Наричат се V-men и в продължение на много години те са единствените очи и уши на ЦРУ в страните от Социалистическия лагер по време на Студената война.

## Организация „Гелен“
Организацията „Гелен“ е основният източник на разузнавателна информация за страните от Варшавския договор. Организацията прониква в тях и се опитва да предизвика въстание срещу съветското управление. Освен това тя осигурява поддръжка на групи с подобни интереси. ЦРУ работи заедно с организация Гелен. Първите осигуряват необходимите материали, като пари и самолети, а вторите човешкия ресурс.
Пример за успешна мисия е операция Кросуорд, при която са вербувани 5000 антикомунисти с източноевропейско и руско потекло. Тези агенти получават обучение за шпиони в лагер наречен Oberammergau. Друга задача на организация Гелен е операция Ръсти, при която се провеждат действия срещу шпиони от дисидентски германски организации в Европа.
Задачата на организация Гелен е силно компрометирана от комунистически къртици в рамките на организацията, ЦРУ и британската МИ-5, и най-вече Харолд Ким Филби. Мисията на Wolnosc i Niezawislosc (WIN) в Полша е пълен провал. Компрометирана е от дейността на противникови шпиони. По-късно се разбира, че т.нар. 5-о командване на WIN е създадено от съветските разузнавателни служби.
Въпреки тези неуспехи организация Гелен успява да открие съветската част за убийства СМЕРШ. Освен това те подпомагат успешната операция Голд, тунел изкопан под Берлинската стена. Целта е следене на източно-германските и съветските електронни комуникации.
Като част от организация Гелен са стотици бивши нацисти. Сред тях е и Алоис Брунер, отговорен за концентрационния лагер Дранси, край Париж, отговорен за смъртта на 140000 евреи. Смята се, че е още жив (спрямо 2007 г.). ЦРУ игнорира тези сведения, а в някои случаи активно подпомага прикриването на тези личности, поради Студената война. Според Роберт Волфе, историк от американския държавен архив: Американското военно разузнаване приема предложението на Райнхард Гелен да осигури необходимите познания за Червената армия – и измъква много масови убийци като ги наема.

## Федерално разузнавателно бюро
През 1955 г. организация „Гелен“ преминава под командването на Западна Германия по време на правителството на Конрад Аденауер. На 1 април 1956 г. тя става основа за новосформираното Федерално разузнавателно бюро (Bundesnachrichtendienst). Гелен ръководи организацията (като президент на BND), но след политически скандал е принуден да отстъпи поста. Пенсионира се от BND през 1968 г. и умира на 77 години през 1979 г.

## Награди
Гелен получава сребърен Германски кръст през Втората световна война и Федерален кръст за заслуги през 1968 г. Освен това е произведен в Рицар на Малта.